# Німецька Чехія

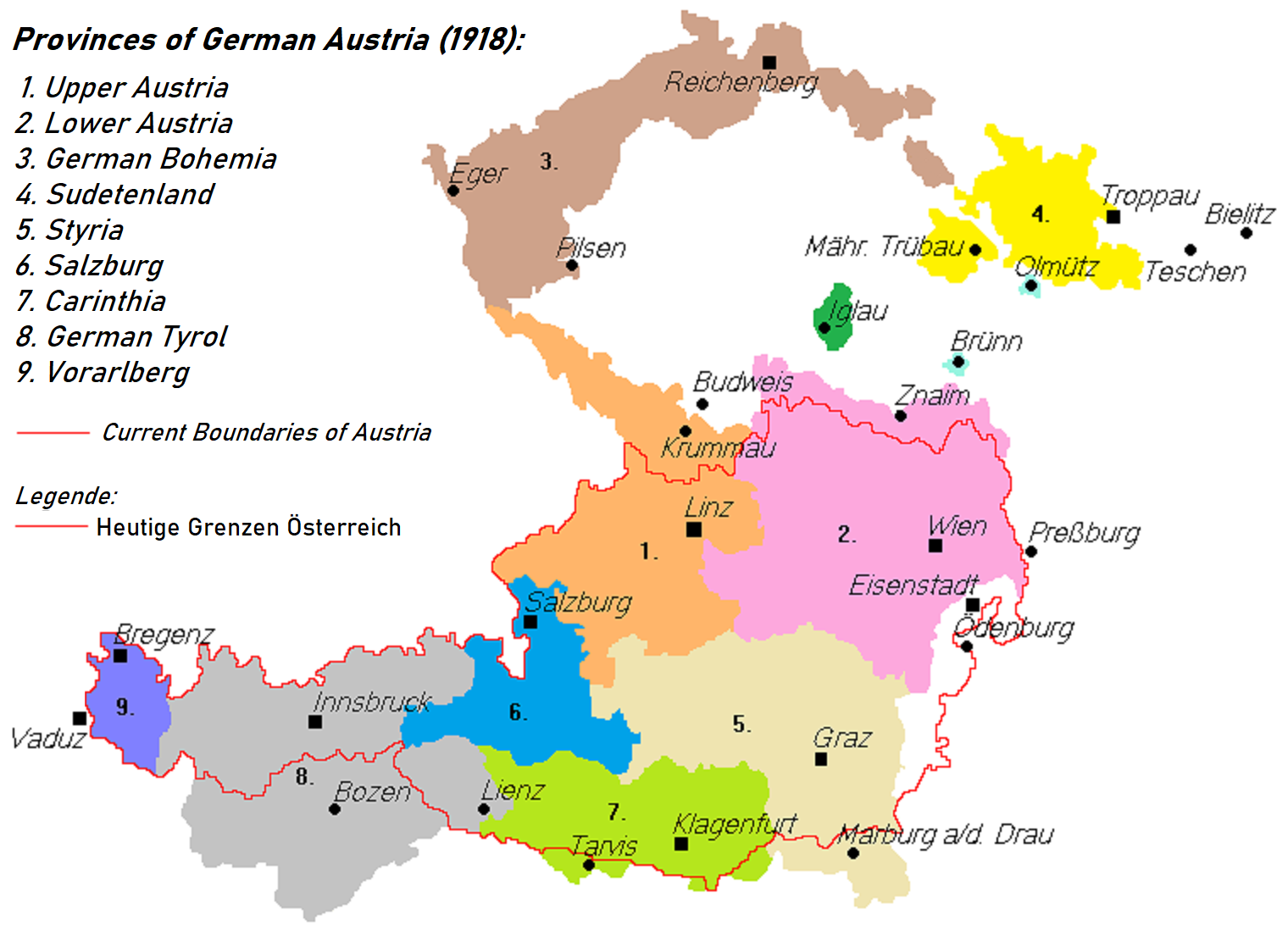
Провінції Німецької Австрії, Німецька Чехія позначена коричневим

Німецька Чехія (Німецька Богемія, нім. Deutschböhmen [ˈdɔʏtʃbøːmən] ( прослухати); чеськ. Německé Čechy) — регіон у Чехії, що існував протягом короткого часу після Першої Світової війни, включав північну і західну Богемію населену переважно етнічними німцями. Найбільші населенні пункти краю: Ліберець (Reichenberg), Усті-над-Лабем (Aussig), Тепліце (Teplitz-Schönau), Дукцов ((Dux), Хеб (Eger), Маріанське-Лазне (Marienbad), Карлові Вари (Karlsbad), Яблонець-над-Нисою (Gablonz an der Neiße), Літомержице (Leitmeritz), Мост (Brüx), Жатець (Saaz).

## Історія
Землі, що були у складі німецької Чехії є історично невід'ємною частиною Габсбурзького Королівства Богемія, але після розпаду Габсбурзької Австро-Угорщини в кінці Першої світової війни, в районах Богемії з німецькою етнічною більшістю, почали вживати заходів для унеможливлення приходу нової чехословацької влади. 27 жовтня 1918 регіон Егерланд оголосив незалежність від Чехії, а днем пізніше незалежність Чехословаччини була проголошена в чеській столиці Празі.
11 листопада 1918, імператор Карл I відмовився від престолу, і 12 листопада, німецькі етнічні райони імперії оголосили утворення Республіки Німецька Австрія з метою об'єднання з Німеччиною. Провінція Німецька Чехія була утворена з частини Богемії, що мала більшість населення етнічних німців (втім, етнічні німецькі райони південно-західної Богемії — Шумавський край — були додані до Нижньої Австрії, без Німецької Чехії). Столицею провінції був Ліберець.
В кінці листопада 1918, Чехословацька армія розпочала наступ в Німецькій Чехії, у грудні чехи захопили всю територію регіону, Ліберець склав зброю — 16 грудня і останнє велике місто Літомержице — 27 грудня 1918.
Статус німецьких областей, в Богемії і Моравії було остаточно вирішено в 1919, Версальським й Сен-Жерменським договорами, які підтвердили, що райони належать Чехословаччині. Чехословацький уряд надав амністію всім діячам нової держави.
Регіон було включено в чеські землі Першої Республіки Чехословаччини і він залишався його частиною до нацистського розчленовування Чехословаччини, коли регіон був включений в Судети. Після Другої світової війни, цей район був повернутий Чехословаччині. Більшість німецького населення, мешкаючого в регіоні після війни, було депортовано з країни.